# Saint-Pierreville (tổng)
Tổng Saint-Pierreville là một tổng của Pháp nằm ở tỉnh Ardèche trong vùng Rhône-Alpes.
Tổng này được tổ chức xung quanh Saint-Pierreville ở quận Privas. Độ cao biến thiên từ 190 m (Saint-Sauveur-de-Montagut) đến 1 345 m (Marcols-les-Eaux) với độ cao trung bình là 596 m.

## Hành chính
| Giai đoạn   | Ủy viên      | Đảng             | Tư cách                                        |
| ----------- | ------------ | ---------------- | ---------------------------------------------- |
| 1998-2004   | Michel Valla | UDF              | Thị trưởng Saint-Pierreville sau đó là Privas  |
| depuis 2004 | Pierre Vigné | Đảng xã hội Pháp | Thị trưởng Beauvène, ủy viên hội đồng đến 2008 |

## Các đơn vị hành chính
Tổng Saint-Pierreville bao gồm 9 xã với dân số 3 229 người (điều tra năm 1999, dân số không tính trùng).
| Xã                        | Dân số | Mã bưu chính | Mã insee |
| ------------------------- | ------ | ------------ | -------- |
| Albon-d'Ardèche           | 165    | 07190        | 07006    |
| Beauvène                  | 220    | 07190        | 07030    |
| Gluiras                   | 349    | 07190        | 07096    |
| Issamoulenc               | 96     | 07190        | 07104    |
| Marcols-les-Eaux          | 301    | 07190        | 07149    |
| Saint-Étienne-de-Serre    | 172    | 07190        | 07233    |
| Saint-Julien-du-Gua       | 174    | 07190        | 07253    |
| Saint-Pierreville         | 504    | 07190        | 07286    |
| Saint-Sauveur-de-Montagut | 1 248  | 07190        | 07295    |

## Thông tin nhân khẩu
| 1962                                                     | 1968  | 1975  | 1982  | 1990  | 1999  |
| -------------------------------------------------------- | ----- | ----- | ----- | ----- | ----- |
| 4 127                                                    | 4 760 | 4 114 | 3 602 | 3 483 | 3 229 |
| Nombre retenu à partir de 1962 : dân số không tính trùng |       |       |       |       |       |